# Alameda (Málaga)
Alameda ist eine spanische Gemeinde in der Provinz Málaga. Die 5.449 Einwohnern (Stand: 2024) leben auf einer Fläche von 65 km² und werden Alamedanos oder Lameatos genannt.

## Lage
| Nordwest: Encinas Reales | Norden: Lucena | Nordost: Rute (Córdoba) |
| Westen: Benameji         |                | Osten: Iznájar          |
| Südwesten Humilladero    | Süden: Mollina | Südost: Antequera       |

Alameda ist 73 km von der Provinzhauptstadt Málaga entfernt.

## Klima
| Jahresdurchschnittstemperatur | 16 °C    |
| Sonnenstunden/Jahr            | 2700     |
| Niederschlagsmenge/Jahr       | 610 l/m² |

## Geschichte
Der Name der Gemeinde leitet sich von dem Bach Los Álamos ab. Marquis von Estepa ließ an der Stelle, an der sich die Wege nach Málaga, Granada und Sevilla kreuzen, 1663 die Kirche Iglesia Nuestra Señora de la Inmaculada Concepción bauen.

Archäologische Funde in dieser Gegend beweisen, dass Alameda vom Paläolithikum bis zur Zeit der Römer ein zentraler Siedlungspunkt gewesen ist, dessen Standort genau mit dem heutigen Stadtkern übereinstimmt. Ein wichtiger Punkt in der Geschichte Alamedas ereignete sich 208 v. Chr., als die Einwohner ihr Dorf anzündeten, um es vor der Belagerung Lucio Marcios zu bewahren und Karthago treu zu bleiben.

Von der Zeit nach den Römern ist relativ wenig bekannt. Einzig durch den Fund eines Schatzes weiß man, dass um das 6. Jahrhundert Westgoten an diesem Ort lebten.

Seit dem 15. Jahrhundert gehört die Gemeinde der Markgrafschaft von Estepa an. Im 17. Jahrhundert konnte Alameda wieder eine ähnlich wichtige Bedeutung wie unter römischer Herrschaft erlangen. In der ersten Hälfte des 19. Jahrhunderts wurde Alameda der Provinz Málaga zugewiesen.

## Sehenswürdigkeiten
Zu den bekanntesten Bauwerken Alamedas zählt die Pfarrkirche Unserer Frau von der Unbefleckten Empfängnis (spanisch Iglesia Nuestra Señora de la Inmaculada Concepción), die von Marquis von Estepa in Auftrag gegeben wurde und um 1700 fertiggestellt wurde. Bei dieser Kirche handelt es sich um einen barocken Tempel mit drei Schreinen, die Jesús el Nazareno, der Virgen de Dolores und der Virgen del Rosario gewidmet sind. Alle drei werden als Meisterwerke des Rokoko bezeichnet. Außerdem befindet sich in dem Gotteshaus noch eine Schnitzerei des gekreuzigten Jesus Christus, die von einem unbekannten Künstler aus dem 14. Jahrhundert stammt.

Weitere Sehenswürdigkeiten sind das Grab von „El Tempranillo“, einem der berühmtesten Bandoleros, und der Placeta-Brunnen (spanisch Fuente de la Placeta).